# Drumstep
Le drumstep est un sous-genre musical de la drum and bass et du dubstep popularisé par l'artiste Pendulum, qui est considéré comme un des pionniers du genre,. Le style ressemble au dubstep dans la sonorité, cependant le tempo de la dubstep est à 140-145 BPM alors que celui de la drumstep est à 160-175 BPM, plus proche de la drum and bass.